# District de Tadmor

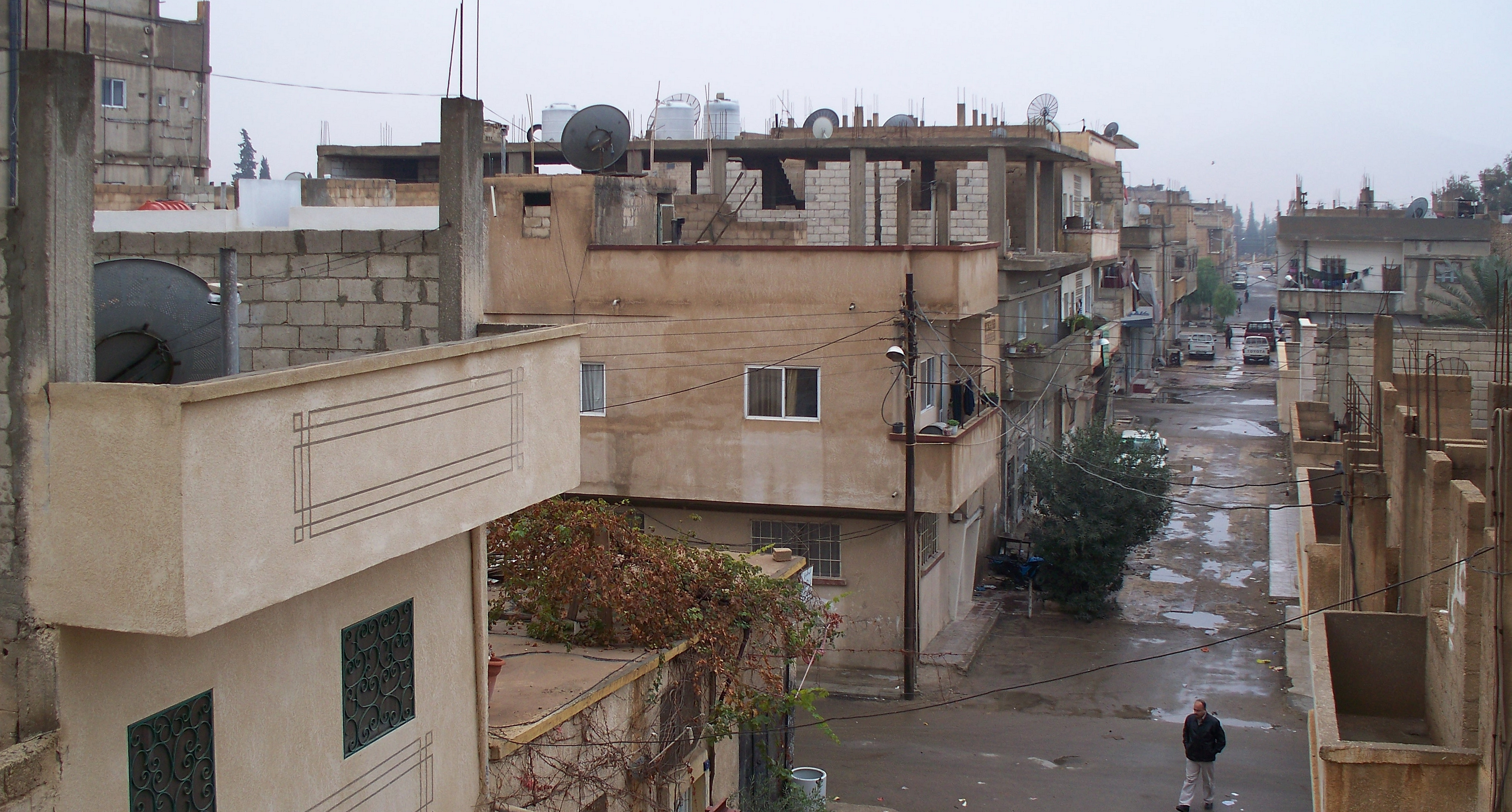
Quartier Tadmor – Vue

Le District de Tadmor (arabe :  منطقة تدمر, ALA-LC : Mantiqat Tadmur) est un district du gouvernorat de Homs dans le centre de la République arabe syrienne. Le centre administratif du district est Tadmor, à côté de la cité antique de Palmyre. Lors du recensement de 2004, le district compte une population de 76 942 habitants.

## Sous-districts
Le district de Tadmur est divisé en deux sous-districts ou nahié :
- Le sous-district de Tadmor : 55 062 habitants[2].
- Le sous-district de As-Sukhnah : 21 880 habitants[3].